# Castelul Liebenstein
Castelul Liebenstein se află la sud de Neckarwestheim, Germania.

## Istoric
Castelul a fost construit prin anii 1100 de conții de Lauffen. Castelanii de Liebenstein vin prin secolul al XI - lea din partea de sud a Elsassului, unde se pot vedea și azi ruinele cetății Liebenstein. Prin secolul XIII-lea familia conților de Lauffen se stinge, ultimul descendent al familiei murind probabil într-un turnir al cavalerilor. Între anii  1120 - 1250 castelul este reconstruit în stil romanic de cavalerul Reinhard von Liebenstein și fiul său Albert. După moartea lui Albrecht von Liebenstein în anul 1261, castelul devine mănăstire dominicană.
În anul 1631 împăratul Ferdinand II ocupă o parte din castel, ceea ce determină  pe castelanul Philipp să se alăture sudezilor în bătălia de la Nördlingen (1634), în timpul războiului de treizeci de ani.
Azi castelul este proprietatea clubului de golf din regiune, care a finanțat restaurarea lui.